# Mosaicism
Mosaicism syftar till en individ vars celler har olika genotyp trots att individen härstammar från en enda zygot. Det innebär att det i samma vävnad förekommer celler med två eller flera olika kromosomuppsättningar. Mosaicism uppkommer vanligtvis av mutationer under fosterutvecklingen.
En variation av mosaicism förekommer hos honor bland däggdjuren. Eftersom de till skillnad från män/hanar har två X-kromosomer så måste en inaktiveras, i vissa fall så inaktiveras den ena kromosomen i vissa av cellerna och den andra i resten av cellerna vilket får till följd att det finns två genetiskt olika celltyper i kroppen på dessa kvinnor/honor. Ett exempel är sköldpaddsfärgade katthonor, eftersom genen som kodar för deras färg sitter i X-kromosomen så får mosaicismen till följd att de får två olika färger.
Mosaicism förekommer vid mildare former av Klinefelters syndrom och hos ungefär 30 procent av personer med Turners syndrom.
I sällsynta fall kan intersexualism orsakas av mosaicism genom att vissa kroppsceller har uppsättning XX av könskromosomerna och andra har XY.